# Šáma (kal)

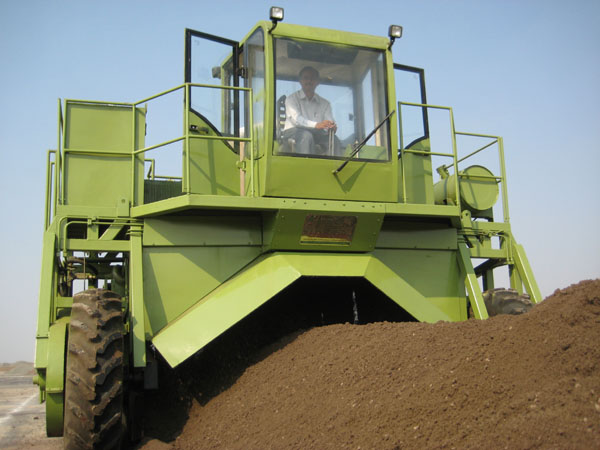
Stroj na kompostování lihovarských výpalků a šámy

Šáma je označení pro kaly vznikající v některých potravinářských provozech, zejména v cukrovarnictví a lihovarnictví. Druhotně jsou využitelné jako hnojivo s bazickou reakcí, bohaté zejména na vápník, někdy i hořčík. Obsahují také menší množství dusíku, fosforu, draslíku, stopové prvky a organické látky podporující rozvoj půdní mikroflóry.

## Cukrovarská šáma
Neboli cukrovarnický saturační kal. Vzniká při rafinaci cukru, kdy je do surové šťávy přidáváno vápenné mléko, směs se v saturátoru čeří oxidem uhličitým. Vysrážený uhličitan vápenatý na sebe váže nečistoty a v kalolisu je odfiltrován od šťávy a následně odvážen na skládku. Na hmotnost zpracované řepy připadá asi 6–8 % šámy o obsahu 45-60 % sušiny.
Přinejmenším do 70. let 20. století obsahovala šáma zhruba 50 % vody (tedy 50 % sušiny), takže se nechávala přes zimu na hromadách, aby se vysušila mrazem, a teprve na jaře se rozhazovala. V současnosti je dodávána s obsahem sušiny až 70 %.
| podle                     | vápník (CaO) | hořčík (Mg)     | dusík (N)       | fosfor (P)       | draslík (K)       | síra (S) | sodík (Na) | bor (B) | železo (Fe) | org. látky                  |
| ------------------------- | ------------ | --------------- | --------------- | ---------------- | ----------------- | -------- | ---------- | ------- | ----------- | --------------------------- |
| J. Hlušek, 2004           | 26 %         | 2 % (MgO)       | 0,2 %           | 0,18 %           | 0,16 %            | nesp.    | nesp.      | nesp.   | nesp.       | 12 % (z toho 2 % sacharozy) |
| H. Schiweck, 1976         | nesp.        | 3,27 %          | 0,45 %**        | 0,44 %           | –                 | 0,52 %   | nesp.      | nesp.   | nesp.       | 18,69 %                     |
| R. Bretschneider, 1980*   | nesp.        | 0,8–1,5 %       | 0,25 %          | 0,41 %           | 0,22 %            | –        | –          | –       | nesp.       | 7,5–13,0 %                  |
| Nordzucker, 1998          | nesp.        | 1,2–2,4 %       | 0,2–0,4 %       | 0,35–0,52 %      | –                 | nesp.    | nesp.      | nesp.   | nesp.       | –                           |
| R. F. Madsen et al., 1998 | nesp.        | 0,6 (0,3–1,3) % | 0,4 (0,3–0,6) % | 0,4 (0,25–0,8) % | 0,1 (0,02–0,17) % | 0,25 %   | 0,1 %      | 0,09 %  | nesp.       | 10 (8–18) %                 |
| O. Güler et al., 2002*    | nesp.        | nesp.           | nesp.           | nesp.            | 0,08 %            | nesp.    | 0,09 %     | nesp.   | 0,02 %      | 9,2 %                       |
| ČR, 2006–2007             | nesp.        | 0,57–0,78 %     | 0,6 %           | 0,27–0,56 %      | 0,04–0,07 %       | –        | –          | –       | nesp.       | 13,7–17,3 %                 |

* přepočteno na sušinu 70 %

** pouze bílkovinný dusík
Využití kalu jako hnojiva je podle UKZUS podmíněno dosažením neutralizační hodnoty ve vysušném vzorku stanovené podle ČSN EN 12 945 na minimálně 35 % CaO a vlhkosti maximálně 42 % (tj. obsah sušiny minimálně 58 %).

## Lihovarská šáma
Podle Jaroslava Hluška vzniká při lihovarnické výrobě potaše, podle Petra Jungy vzniká společně s produkcí výpalků. Má podobné vlastnosti jako cukrovarská šáma. Podle složení se rozděluje šáma bílá (s vyšším obsahem vápníku) a černá (s vyšším obsahem organických látek):
| typ        | vápník (CaO) | dusík (N) | fosfor (P) | draslík (K) | org. látky |
| ---------- | ------------ | --------- | ---------- | ----------- | ---------- |
| bílá šáma  | 50 %         | 0,02 %    | 0,11 %     | 0,42 %      | 2–3 %      |
| černá šáma | 30 %         | 0,4–1,5 % | 0,2 %      | 1,5–2,5 %   | 12-20 %    |